# Държавно устройство на Еритрея
Еритрея е президентска република, с еднопартийна система, като форма на държавно управление.

## Законодателна власт
Законодателен орган в Еритрея е еднокамарен парламент, съставен от 104 депутати.